# Макконнелл, Митч
Э́ддисон Ми́тчелл Макко́ннелл III (англ. Addison Mitchell McConnell III; род. 20 февраля 1942) — американский политик-республиканец, сенатор США от штата Кентукки с 1985 года и лидер меньшинства в Сенате (англ. minority leader). Макконнелл — второй житель Кентукки, занимавший пост партийного лидера в Сенате и самый длительный лидер республиканцев в Сенате США в истории.

## Ранняя жизнь и образование
Макконнелл родился 20 февраля 1942 года в семье Эддисона Митчелла Макконнелла-старшего и Джулии Оден «Дин» (урождённая Шокли) Макконнелл. Макконнелл родился в Шеффилде, штат Алабама, и вырос в соседнем городе Атенс, штат Алабама. Имеет шотландско-ирландское и английское происхождение. В 1944 году в возрасте двух лет у Макконнелла парализовало левую ногу из-за приступа полиомиелита.
В 1950 году, когда ему было восемь лет, Макконнелл переехал со своей семьёй из в Огасту, штат Джорджия, где его отец, служивший в армии, находился в форте Гордон.
В 1956 году его семья переехала в Луисвилл, штат Кентукки, где он учился в средней школе. В 1963 году Макконнелл присутствовал на марше в Вашингтоне, на котором Мартин Лютер Кинг произнёс речь «У меня есть мечта».
В 1964 году Макконнелл окончил Луисвиллский университет со степенью бакалавра искусств в политологии. В 1964 году он принимал участие в протестах за гражданские права и был интернирован с сенатором Джоном Шерманом Купером. Он заявил, что время, проведённое с Купером, вдохновило его позднее баллотироваться в Сенат.
В 1967 году Макконнелл окончил юридический колледж Университета Кентукки.

## Политическая карьера
Макконнелл впервые был избран в Сенат в 1984 году, победив действующего сенатора-демократа Волтера Хаддлстона (англ. Walter Huddleston). Окончательно определить, кто же выиграл эти выборы, стало возможно лишь после подсчёта всех голосов. Перевес в пользу Макконнела составил лишь 3,437 голосов (0.4 %). Переизбирался в 1990, 1996, 2002, 2008, 2014, 2020 годах.
Во время выборов 1998 и 2000 годов он был председателем Национального республиканского сенаторского комитета (англ. National Republican Senatorial Committee). В 2002 году Макконнелл был избран Парламентским организатором большинства на 108-м Конгрессе и был переизбран на этот пост в 2004 году. В ноябре 2006 года он был избран лидером меньшинства в Сенате и занимал этот пост до 2015 года, когда республиканцы взяли под контроль Сенат и он стал лидером большинства в Сенате (англ. majority leader).
Макконнелл занимает консервативные политические позиции, хотя в начале своей политической карьеры он был известен как последователь принципов реальной политики и умеренный республиканец. Макконнелл работал, чтобы остановить республиканскую поддержку крупных президентских инициатив при администрации Обамы, часто используя филибастер, и заблокировал многих кандидатов в судьи, в том числе кандидата в Верховный суд Меррика Гарланда. Во время администрации Трампа республиканцы в Сенате под руководством Макконнелла побили рекорд по количеству судей федеральных апелляционных судов, утверждённых в течение первых двух лет президентства; среди этих кандидатов были Нил Горсач, Бретт Кавано и Эми Кони Барретт, все они были утверждены в Верховном суде.
В 2015 году журнал Time включил Макконнелла в список 100 самых влиятельных людей мира.
В 2019 году Макконнелл получил прозвище «Московский Митч» (Moscow Mitch), когда заблокировал попытки сенаторов обязать политических кандидатов сообщать о предложенной помощи от иностранных правительств. Он выказал своё отвращение к этому быстро закрепившемуся прозвищу, поскольку называет себя «воином Холодной войны». Среди его других оскорбительных прозвищ популярны «Кокаиновый Митч», «Дарт Вейдер», «Смерть с косой» и «Полуночный Митч», большинство из которых нравятся Макконнеллу.
После выборов в Сенат США в 2020 году Макконнелл вновь занял позицию лидера меньшинства в Сенате, поскольку вице-президент США Камала Харрис имеет право решающего голоса при разделении голосов в Сенате пополам. В январе 2021 года указал, что поддерживает второй импичмент бывшего президента Трампа из-за его роли в подстрекательстве к захвату Капитолия США в 2021 году.
28 февраля 2024 года Макконнелл объявил, что уйдёт с поста лидера Республиканской партии в Сенате в январе следующего года, но будет отбывать оставшийся срок своего пребывания в Сенате.

## Мнения
Украина
В связи с визитом Владимира Зеленского в Вашингтон 21 декабря 2022 года, заявил:

Наиболее важная вещь в современном мире — это победить русских на Украине. К счастью [Украина] имеет лидера, который вызывает всеобщее восхищение и может быть примером для всех. 
Оригинальный текст (англ.)The most important thing going on in the world is to beat the Russians in Ukraine. Fortunately they have a leader that everyone can look up to and admire.
Летом 2023 года отмечал: 
«В целом мы помогаем кому-то другому вести борьбу с одним из наших величайших противников в наши дни, с русскими, — в этом мало что может не нравиться» 
Оригинальный текст (англ.)In the overall scheme, we are providing assistance for somebody else to do the fighting against one of our greatest adversaries these days, the Russians – there’s not much not to like about that

.

## Личная жизнь
Женат вторым браком на бывшем министре транспорта Элейн Чао. От первого имеет трёх детей. Является одним из наиболее состоятельных членов Конгресса США.

## Награды
- Орден «За заслуги» I степени (5 июля 2024 года, Украина) — за весомый личный вклад в укрепление украинско-американского межгосударственного сотрудничества, поддержку государственного суверенитета и территориальной целостности Украины[28].
- Великий офицер ордена Великого князя Литовского Гядиминаса (2000 год, Литва).
- Орден Дружбы (16 декабря 2021 года, Армения) — по случаю 30-летия установления дипломатических отношений между Республикой Армения и Соединёнными Штатами Америки, за значительный вклад в укрепление и развитие армяно-американских дружественных отношений и защиту общечеловеческих ценностей[29].